# Victor Cotiujanschi
Victor Cotiujanschi (moldauisch Виктор Котюжанский; * 9. April 1987 in Grimăncăuți, Rajon Briceni, Moldauische SSR) ist ein moldauischer Boxer.

## Karriere
Victor Cotiujanschi begann 1998 mit dem Boxen und wurde von Petru Kaduk trainiert. Er war Viertelfinalist der Kadetten-Europameisterschaft 2003 und Achtelfinalist der Junioren-Europameisterschaft 2005.
Bei den Erwachsenen war er Meister von Moldau der Jahre 2005, 2008, 2009, 2010 und 2011 im Mittelgewicht. Zudem gewann er jeweils Bronze im Mittelgewicht beim Europa-Cup 2010, der Studenten-Europameisterschaft 2011 und der Europameisterschaft 2008. Bei der Weltmeisterschaft 2009 erreichte er nach drei Siegen das Viertelfinale, wo er beim Kampf um einen Medaillenplatz gegen Andranik Hakobjan ausschied.
Weiters war er Teilnehmer der Europameisterschaften 2006, 2010 und 2011, sowie der Weltmeisterschaften 2007 und 2011. 2010/11 boxte er für die südkoreanischen Mannschaften Incheon Red Wings und Pohang Poseidons in der World Series of Boxing.
Er besiegte im Laufe seiner Karriere unter anderem Serhij Derewjantschenko, Antoine Douglas, Boško Drašković, Damien Hooper, Yamaguchi Falcão, Ronald Gavril, Daugirdas Šemiotas und Pawel Siljagin.

## Auszeichnungen
- 2008: Meister des internationalen Sports, Moldauischer Boxverband
- 2009 Moldaus Boxer des Jahres, Moldauischer Boxverband[16]